# Фиалова, Власта
Власта Фиалова (чеш. Vlasta Fialová; 20 января 1928, Брно — 13 января 1998, там же) — чешская и чехословацкая актриса

 театра, кино и телевидения, педагог. Заслуженная артистка Чехословакии (1964).

## Биография
Родилась в театральной семье. Родители были артистами оперного театра в Брно. Образование получила в Брненской консерватории.
После её окончания, начала свою театральную деятельность в Опаве (1947—1948). В течение следующих двух сезонов играла на сцене театра в Оломоуц. С 1950 года до смерти была ведущей артисткой Национального театра в Брно.
Снималась с кино с 1949 года. Исполнила роли более чем в 40 фильмах.
Преподавала в Академии исполнительских искусств им. Яначека в Брно.

## Избранная фильмография
- 1949 — Дикая Бара — Бара
- 1950 — Победные крылья — Лида
- 1954 — Ботострой / Botostroj
- 1955 — Из моей жизни / Z mého života — Фрёйда
- 1956 — Легенда о любви / Legenda o lásce — Мехменэ Бану, царица
- 1957 — Золотой паук / Zlaty pavouk
- 1958 — Гражданин Брих — Ирена
- 1959 — На распутье / Dom na rázcestí — доктор Эмилия Корт
- 1963 — Прекрасный поход — Альзбета Гогенцоллерн
- 1967 — Фонарь / Lucerna
- 1968 — Нет другого пути / Niet inej cesty — Эльжбета
- 1969 — Гений / Génius — Виола Глухова
- 1971 — Желание Шерлока Холмса / Тouha Sherlocka Holmese — Абдахова
- 1975 — Там где гнездятся аисты / Tam, kde hnízdí čápi — Стракова
- 1996 — Волшебный кошелек / Kouzelny Mesec